# Serie A2 2002-2003 (calcio a 5)
Il campionato di Serie A2 2002-2003 è stata la 5ª edizione della categoria. La stagione regolare ha preso avvio il 21 settembre 2002 e si è conclusa il 12 aprile 2003, prolungandosi fino al 31 maggio con la disputa delle partite di spareggio.

## Partecipanti
Al posto di Arzignano, Pescara (ripescati in Serie A) e Cotrade Torino (non iscritta) sono stati ripescati Afragola, Aosta e Cadoneghe. La regione più rappresentata in questa edizione è la Campania con sei formazioni seguita dal Lazio e dal Veneto con tre. Emilia-Romagna, Marche, Sardegna, Sicilia (dove spicca il derby Atletico Palermo - Palermo Futsal) e Valle d'Aosta sono presenti con due società ciascuna, mentre Basilicata, Lombardia, Piemonte, Puglia, Toscana e Umbria solo una.

## Avvenimenti
Con atto del 2 maggio 2003 il Procuratore Federale deferiva alla Commissione Disciplinare presso la Divisione Calcio a Cinque i calciatori della Società P.C.F. Aosta Calcio a Cinque: Da Silva Marcos Fernando, Dozza Thiago Roberto, Pereira Caetano Wagner, Rissi Deyvison Sergio, Assis Ferreira Stenio Sullivan ed Oliveira Souza Vitor per l'utilizzazione di documentazione non veridica per il tesseramento, i primi cinque, e per essersi tesserato nelle precedenti stagioni sportive sotto falso nome, il sesto. Deferiva pure il Presidente e l'allenatore della società, Amedeo Carlo e Fea Gianluca, per il tesseramento come calciatore italiano dell'Oliveira, in realtà cittadino extracomunitario, nonché la società per responsabilità oggettiva in relazione agli addebiti mossi ai suoi tesserati. Con decisione pubblicata sul Com. Uff. n. 499 del 27 giugno 2003 la Commissione Disciplinare riteneva la responsabilità dei calciatori e li condannava alla squalifica per il periodo di anni tre il Da Silva ed il Dozza; per il periodo di anni uno il Pereira ed il Rissi; per il periodo di anni uno e mesi sei l'Assis e per il periodo di anni tre e mesi sei l'Oliveira. Rigettava il deferimento, invece, dell'Amedeo e del Fea, ma infliggeva alla società, in relazione alle violazioni contestate ai calciatori, la sanzione dell'esclusione dal Campionato di competenza e della conseguente assegnazione al Campionato di Serie B. Osservava la Commissione, in estrema sintesi, come gli accertamenti e la documentazione acquisita avessero dimostrato con certezza la falsità dei certificati utilizzati per il tesseramento dei calciatori e che l'Oliveira nella stagione 2000/2001 era stato tesserato con le false generalità di Rissi Vitor, cittadino italiano. Infliggeva a ciascuno ed alla società le sanzioni prima dette, ma rigettava il deferimento dell'Amedeo e del Fea non ravvisando negli atti del procedimento “prova sufficiente” della consapevolezza, da parte loro, “delle falsità architettate dal sedicente Rissi Vitor”. Oltre all'Aosta nell'inchiesta sono risultate coinvolte anche le società Martina (retrocessa d'ufficio nei campionati regionali), Real Scafati, Caserta e Marigliano, penalizzate di 6 punti, e la Libertas Corbino penalizzata di 2 punti da scontarsi nella stagione seguente. L'esclusione dell'Aosta ha comportato il reintegro di diritto del Torrino (retrocesso sul campo al termine dei play-out) nei quadri al successivo campionato di Serie A2.

## Girone A

### Classifica
|                          | Pos. | Squadra                | Pt | G  | V  | N | P  | GF  | GS  | DR  |
| ------------------------ | ---- | ---------------------- | -- | -- | -- | - | -- | --- | --- | --- |
|                          | 1.   | Luparense              | 63 | 26 | 20 | 3 | 3  | 132 | 68  | +64 |
|                          | 2.   | San Paolo Pisa         | 55 | 26 | 17 | 4 | 5  | 137 | 81  | +56 |
|                          | 3.   | Cesena                 | 52 | 26 | 16 | 4 | 6  | 113 | 76  | +37 |
|                          | 4.   | CLT Terni              | 51 | 26 | 16 | 3 | 7  | 103 | 66  | +37 |
|                          | 5.   | Polisportiva Giampaoli | 49 | 26 | 16 | 1 | 9  | 95  | 88  | +7  |
|                          | 6.   | Aymavilles             | 44 | 26 | 12 | 8 | 6  | 92  | 62  | +30 |
| Retrocessione a Tavolino | 7.   | Aosta                  | 39 | 26 | 12 | 4 | 10 | 95  | 80  | +15 |
|                          | 8.   | San Lazzaro            | 38 | 26 | 12 | 2 | 12 | 99  | 107 | -8  |
|                          | 9.   | Cadoneghe              | 32 | 26 | 11 | 2 | 13 | 87  | 95  | -8  |
|                          | 10.  | CUS Viterbo            | 29 | 26 | 9  | 2 | 15 | 106 | 120 | -14 |
|                          | 11.  | Bergamo                | 29 | 26 | 9  | 2 | 15 | 84  | 122 | -38 |
|                          | 12.  | Piemonte               | 14 | 26 | 4  | 2 | 20 | 82  | 138 | -56 |
|                          | 13.  | VRF Verona             | 14 | 26 | 4  | 2 | 20 | 77  | 145 | -68 |
|                          | 14.  | Jesina                 | 11 | 26 | 2  | 5 | 19 | 48  | 102 | -54 |

### Verdetti
- Luparense e, dopo i play-off, San Paolo Pisa promosse in serie A 2003-04.
- Jesina, Virtus Verona e, dopo i play-out, Piemonte retrocesse in serie B 2003-04.
- Aosta esclusa dal campionato di competenza e retrocessa d'ufficio in serie B 2003-04 a seguito dell'inchiesta sui falsi tesseramenti.

## Girone B

### Classifica
|                        | Pos. | Squadra          | Pt | G  | V  | N | P  | GF  | GS  | DR   |
| ---------------------- | ---- | ---------------- | -- | -- | -- | - | -- | --- | --- | ---- |
|                        | 1.   | Atletico Palermo | 63 | 26 | 20 | 3 | 3  | 138 | 77  | +61  |
|                        | 2.   | Bellona          | 58 | 26 | 18 | 4 | 4  | 110 | 61  | +49  |
|                        | 3.   | Quartu 2000      | 57 | 26 | 18 | 3 | 5  | 110 | 62  | +48  |
|                        | 4.   | Real Scafati     | 50 | 26 | 16 | 2 | 8  | 102 | 79  | +23  |
|                        | 5.   | Delfino Cagliari | 44 | 26 | 13 | 4 | 9  | 88  | 70  | +18  |
|                        | 6.   | Brillante Roma   | 38 | 26 | 12 | 2 | 12 | 100 | 98  | +2   |
|                        | 7.   | Ercole Caserta   | 35 | 26 | 11 | 2 | 13 | 99  | 82  | +2   |
|                        | 8.   | Nocerina         | 33 | 26 | 10 | 3 | 13 | 108 | 106 | +2   |
|                        | 9.   | Aversa           | 30 | 26 | 9  | 3 | 14 | 76  | 89  | -13  |
|                        | 10.  | Team Matera      | 28 | 26 | 8  | 4 | 14 | 124 | 130 | -6   |
|                        | 11.  | Afragola         | 28 | 26 | 8  | 4 | 14 | 84  | 107 | -23  |
|                        | 12.  | Torrino          | 21 | 26 | 7  | 5 | 14 | 88  | 108 | -20  |
|                        | 13.  | Forst Palermo    | 21 | 26 | 8  | 2 | 16 | 80  | 116 | -36  |
| Declassata in serie C1 | 14.  | Martina          | 7  | 26 | 2  | 1 | 23 | 52  | 163 | -111 |

### Verdetti
- Atletico Palermo promosso in serie A 2003-04.
- Forst Palermo e, dopo i play-out, Afragola retrocesse in serie B 2003-04.
- Martina, già retrocesso in serie B 2003-04, retrocesso d'ufficio in serie C1 della Puglia.
- Torrino inizialmente retrocesso dopo i play-out in serie B 2003-04, viene reintegrato in seguito all'esclusione dell'Aosta.

## Play-off

### Formula
Si qualificano al turno successivo le squadre che, al termine delle due gare, avranno ottenuto il maggior punteggio o, a parità di punteggio, quelle che avranno realizzato il maggior numero di reti. In caso di ulteriore parità saranno disputati due tempi supplementari da 5' ciascuno, al termine dei quali, se perdurasse ancora la parità, sarà ritenuta vincente la squadra con la migliore posizione in classifica al termine della regular season. Le vincenti dei Play-Off si scontreranno con l'undicesima e la dodicesima classificata in Serie A per disputarsi la partecipazione al massimo campionato nazionale.

### Girone A
|  | Semifinali | Semifinali             | Semifinali | Semifinali | Semifinali |  |  | Finale         | Finale         | Finale | Finale | Finale |  |
|  |            |                        |            |            |            |  |  |                |                |        |        |        |  |
|  | 4          | CLT Terni              | 3          | 4          | 7          |  |  |                |                |        |        |        |  |
|  | 3          | Cesena                 | 1          | 9          | 10         |  |  | Cesena         | Cesena         | 2      | 5      | 7      |  |
|  | 5          | Polisportiva Giampaoli | 2          | 4          | 6          |  |  | San Paolo Pisa | San Paolo Pisa | 5      | 9      | 14     |  |
|  | 2          | San Paolo Pisa         | 4          | 5          | 9          |  |  |                |                |        |        |        |  |

### Girone B
|  | Semifinali | Semifinali       | Semifinali | Semifinali | Semifinali |  |  | Finale       | Finale       | Finale | Finale | Finale |  |
|  |            |                  |            |            |            |  |  |              |              |        |        |        |  |
|  | 4          | Real Scafati     | 8          | 3          | 11         |  |  |              |              |        |        |        |  |
|  | 3          | Quartu 2000      | 3          | 5          | 8          |  |  | Real Scafati | Real Scafati | 3      | 1      | 4      |  |
|  | 5          | Delfino Cagliari | 1          | 1          | 2          |  |  | Bellona      | Bellona      | 3      | 1      | 4      |  |
|  | 2          | Bellona (dts)    | 2          | 4          | 6          |  |  |              |              |        |        |        |  |

### Risultati

#### Primo turno
Andata

19 aprile 2003
- Brandoni Ancona – San Paolo Pisa 2-4
- Clt Terni - Romagna Iniziative Cesena 3-1
- Terra Sarda Delfino Cagliari - Bellona 2-2
- Real Scafati - Sapori di Sardegna Quartu 8-3

Ritorno

25 aprile 2003
- Bellona - Terra Sarda Delfino Cagliari 4-1 d.t.s.
- Romagna Iniziative Cesena - Clt Terni 9-4

26 aprile 2003
- San Paolo Pisa – Brandoni Ancona 5-4
- Sapori di Sardegna Quartu - Real Scafati 5-3

#### Secondo turno
Andata

29 aprile 2003
- Romagna Iniziative Cesena - San Paolo Pisa 2-5
- Real Scafati - Bellona 3-3

Ritorno

3 maggio 2003
- San Paolo Pisa - Romagna Iniziative Cesena 9-5
- Bellona - Real Scafati 1-1

San Paolo Pisa e Bellona (perché meglio classificata al termine della stagione regolare) qualificate ai Play-out di serie A 2002-03.

## Play-out Serie A2 / Play-off Serie B

### Girone A
|  | Quarti di finale | Quarti di finale      | Quarti di finale | Quarti di finale | Quarti di finale |  |  | Semifinali      | Semifinali      | Semifinali    | Semifinali    | Semifinali |   |        | Finale      | Finale      | Finale | Finale | Finale |  |
|  |                  |                       |                  |                  |                  |  |  |                 |                 |               |               |            |   |        |             |             |        |        |        |  |
|  | B                | San Michele           | 6                | 6                | 12               |  |  |                 |                 |               |               |            |   |        |             |             |        |        |        |  |
|  | B                | D'Angelantonio        | 0                | 4                | 4                |  |  | San Michele     | San Michele     | 5             | 5             | 10         |   |        |             |             |        |        |        |  |
|  | B                | Real Punto Matto      | 3                | 3                | 6                |  |  | Piemonte        | Piemonte        | 4             | 5             | 9          |   |        |             |             |        |        |        |  |
|  | A2               | Piemonte (dts)        | 3                | 5                | 8                |  |  |                 |                 |               |               |            |   |        | San Michele | San Michele | 2      | 7      | 9 (7)  |  |
|  | B                | Palmanova             | 2                | 3                | 5                |  |  |                 |                 | Bergamo (dtr) | Bergamo (dtr) | 1          | 8 | 9 (11) |             |             |        |        |        |  |
|  | B                | Valprint Milano (dts) | 3                | 3                | 6                |  |  | Valprint Milano | Valprint Milano | 5             | 3             | 8 (5)      |   |        |             |             |        |        |        |  |
|  | B                | Fano                  | 3                | 1                | 4                |  |  | Bergamo (dtr)   | Bergamo (dtr)   | 3             | 5             | 8 (9)      |   |        |             |             |        |        |        |  |
|  | A2               | Bergamo               | 5                | 11               | 16               |  |  |                 |                 |               |               |            |   |        |             |             |        |        |        |  |

### Girone B
|  | Quarti di finale | Quarti di finale | Quarti di finale | Quarti di finale | Quarti di finale |  |  | Semifinali           | Semifinali           | Semifinali | Semifinali | Semifinali |   |    | Finale         | Finale         | Finale | Finale | Finale |  |
|  |                  |                  |                  |                  |                  |  |  |                      |                      |            |            |            |   |    |                |                |        |        |        |  |
|  | B                | Città di Chieti  | 4                | 4                | 8                |  |  |                      |                      |            |            |            |   |    |                |                |        |        |        |  |
|  | A2               | Afragola         | 0                | 4                | 4                |  |  | Città di Chieti      | Città di Chieti      | 3          | 4          | 7          |   |    |                |                |        |        |        |  |
|  | B                | Divino Amore     | 5                | 2                | 7                |  |  | Olimpia Ischia (dts) | Olimpia Ischia (dts) | 2          | 6          | 8          |   |    |                |                |        |        |        |  |
|  | B                | Olimpia Ischia   | 4                | 5                | 9                |  |  |                      |                      |            |            |            |   |    | Olimpia Ischia | Olimpia Ischia | 4      | 9      | 13     |  |
|  | B                | Polignano        | 0                | 2                | 2                |  |  |                      |                      | Torrino    | Torrino    | 3          | 7 | 10 |                |                |        |        |        |  |
|  | B                | Pomezia          | 3                | 7                | 10               |  |  | Pomezia              | Pomezia              | 0          | 2          | 2          |   |    |                |                |        |        |        |  |
|  | B                | Marigliano       | 4                | 11               | 15               |  |  | Torrino              | Torrino              | 2          | 2          | 4          |   |    |                |                |        |        |        |  |
|  | A2               | Torrino (dts)    | 5                | 11               | 16               |  |  |                      |                      |            |            |            |   |    |                |                |        |        |        |  |